# Тарутинська селищна територіальна громада

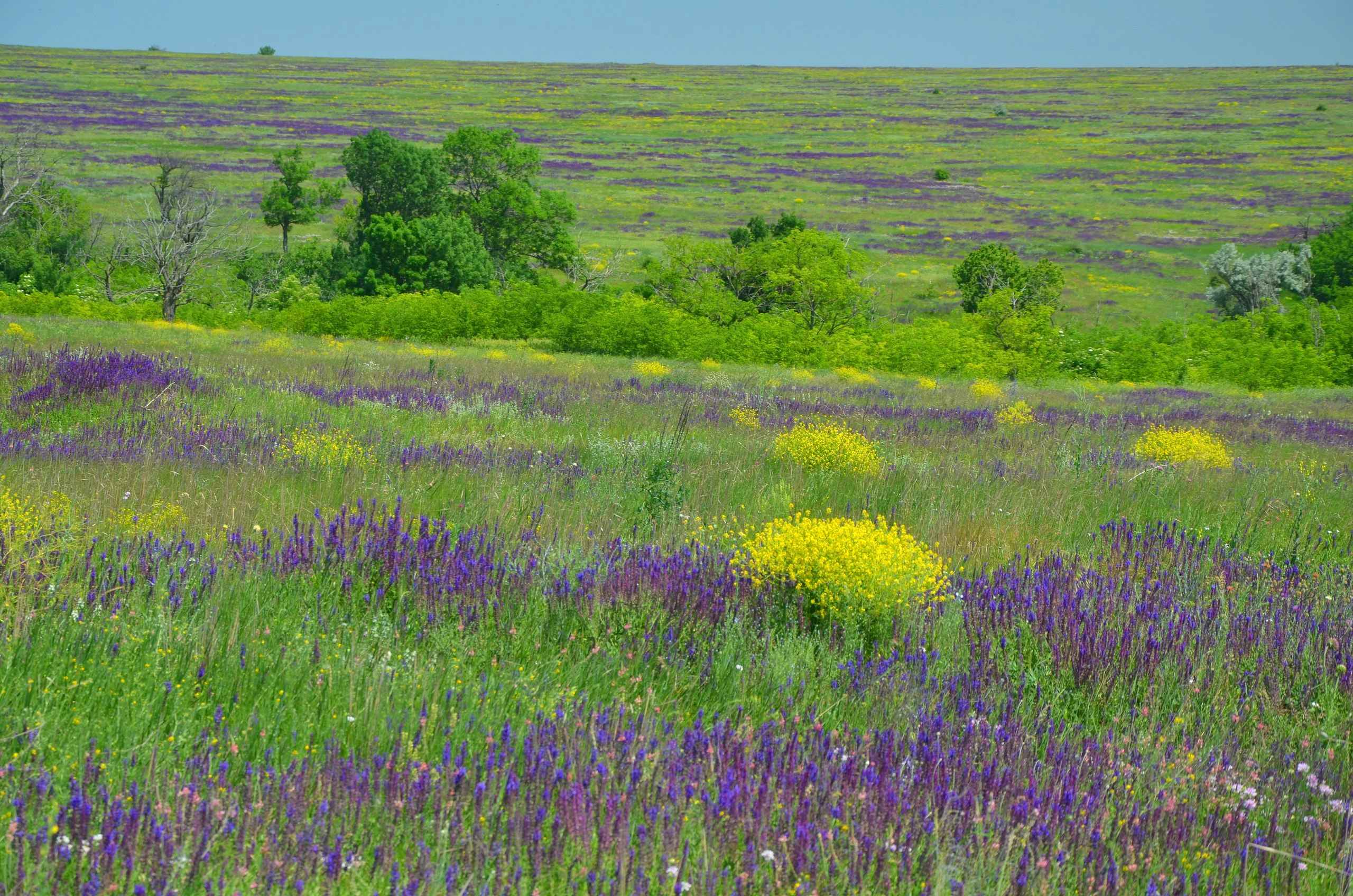
тарутинський степ

Тарутинська селищна територіальна громада — територіальна громада в Болградському районі Одеської області України. Населення громади становить 35 734 осіб, адміністративний центр — с-ще Бессарабське (до 2024 року — Тарутине). Незважаючи на перейменування адміністративного центру, територіальна громада не була перейменована, оскільки наразі відсутні правові підстави і механізми для перейменування територіальних громад.

## Історія
27 травня 2020 році Кабінетом Міністрів України був затверджений перспективний план громади в рамках адміністративно-територіальної реформи.
19 липня 2020 року, в результаті адміністративно-територіальної реформи і ліквідації Тарутинського району, громада увійшла до складу новоутвореного Болградського району.
Перші вибори відбулися 25 жовтня 2020 року.
У 2025 році в Бессарабській селищній раді проводять організаційні заходи щодо увічнення пам’яті полеглих Героїв за незалежність та суверенітет України в російсько-українській війні.

## Населені пункти
До громади входять три селища (Бессарабське, Серпневе, Соборне) і 13 сіл : Виноградівка, Вільне, Калачівка, Красне, Лужанка, Прикордонне, Петрівськ, Підгірне, Рівне, Слобідка, Сухувате, Ярове, Ярославове.